# Lurcy-Lévis
Lurcy-Lévis je naselje in občina v osrednjem francoskem departmaju Allier regije Auvergne. Leta 1999 je naselje imelo 2.092 prebivalcev.

## Geografija
Kraj leži v pokrajini Bourbonnais 38 km jugovzhodno od središča departmaja Moulinsa.

## Administracija
Lurcy-Lévis je sedež istoimenskega kantona, v katerega so poleg njegove vključene še občine Château-sur-Allier, Couleuvre, Couzon, Limoise, Neure, Pouzy-Mésangy, Saint-Léopardin-d'Augy in Le Veurdre s 4.843 prebivalci.
Kanton je sestavni del okrožja Moulins.

## Zanimivosti
- dvorec Château de Lévis, sedež lokalnega gospostva, povzdignjenega na nivo vojvodstva pod francoskim kraljem Ludvikom XV. leta 1723,
- dirkalna steza Lurcy-Lévis, rabljena za testiranje aerodinamičnosti bolidov Formule 1.

1. ↑  »Populations légales 2016«. Nacionalni inštitut za statistične in gospodarske raziskave. Pridobljeno 25. aprila 2019.